# 야마토정 (사가현)
야마토정(大和町)은 일본 사가현 중앙보다 약간 동쪽에 있었던 정이며, 사가군에 속했다.  이 지역의 역사는 옛부터 조몬 시대와 야요이 시대의 유산도 많이 발굴되고 있으며, 한때 이 지역에는 히젠 국부가 있었다고 한다. 나가사키 자동차도로의 개통과 함께 교통이 발달했다. 마을 남부는 사가시의 베드타운이 되어 사가시 북부와 생활권이 일체화되어 있다. 또한, 남부에는 현내에서도 손꼽히는 상업지역이 있으며, 쇼핑센터와 음식점, 자동차 관련 점포 등을 중심으로 많은 점포가 들어서 있어 상업의 격전지가 되고 있다.
2005년 10월 1일, 사가시, 야마토정·모로도미정·미쓰세촌과의 1시 3정 1촌의 합병이 각 의회에서 가결되었다 .2005년 1월 11일 합병 조인식이 거행되어 같은 해 10월 1일 합병하여 새로운 사가시가 되어 소멸하였다.

## 지리
북부는 쓰쿠시 산지(筑紫山地), 남부는 사가 평야(佐賀平野)에 있다. 북쪽에서 남쪽으로 가세가와강이 흐른다.

## 역사
히젠국의 국부에 속했다.
- 1955년 4월 16일 - 가스가촌, 가와카미촌, 마츠우메촌이 합병해 야마토촌이 성립하였다.
- 1959년 1월 1일 - 정으로 승격해 야마토정이 되었다.
- 2005년 10월 1일 - 사가시, 야마토정·모로도미정·미쓰세촌과 합병해, 새로운 사가시가 되었다.

## 교통

### 도로
- 국도 263호선
- 국도 323호선